# Abraham z Bułgarii
Abraham z Bołgaru (miasto w Rosji) (zm. ok. 1229) – bołgarski chrześcijanin, który porzucił islam, święty męczennik.
Abraham urodził się na terenie Bułgarii Wołżańsko-Kamskiej, w muzułmańskiej rodzinie kupieckiej. Przeszedł na chrześcijaństwo, za co został, około roku 1229, zamordowany przez swoich rodaków. Jego relikwie czczone są we Włodzimierzu nad Klaźmą.

## Kult
Wspomnienie liturgiczne obchodzone jest 6 marca. Święto przeniesienia relikwii 1 kwietnia.